# Матсон, Гаральд Александрович
Гаральд (Геральд) Александрович Матсон (латыш. Haralds Matsons; 7 (19) августа 1893, Рига, Российская империя — 27 апреля 1977, Рига) — русский и советский военный лётчик-наблюдатель, штабс-капитан Российской императорской армии, участник Первой мировой, кавалер Георгиевского оружия и Георгиевского креста 4-й степени с лавровой ветвью. После Октябрьской революции добровольно вступил в Красную армию, участвовал в Гражданской и Советско-польской войнах в рядах латышских стрелков. Член РКП(б) с 1919 года. С 1921 года находился на штабной и преподавательской работе в Военно-воздушных силах Рабоче-крестьянской Красной армии. В 1938 году был арестован, освобождён и восстановлен на службе в 1940 году, в 1945 году получил звание полковника, кавалер ордена Ленина.

## Биография
Родился 7 (19) августа 1893 года в Риге в мещанской семье, переехавшей из Пернова. Отец работал на железнодорожной станции.
По вероисповеданию был лютеранином. В 1912 году окончил Рижское реальное училище и поступил юнкером в Военно-топографическое училище.

### Первая мировая война
1 сентября 1914 года Матсон окончил Военно-топографические училище с производством в подпоручики Корпуса военных топографов, со старшинством с 6 августа 1913 года. 7 сентября 1914 года прикомандирован к 8-му пехотному Эстляндскому полку, в рядах которого принял боевое крещение. 20 декабря 1914 года во время боя на реке Равке близ деревни Якубовка получил ранение, излечение от которого заняло полгода. 17 июня 1915 года вернулся в свой полк, 12 июля в бою у деревни Гулины получил лёгкое ранение. 19 июля откомандирован в состав 108-го пехотного Саратовского полка. 12 августа у деревни Медна получил тяжёлую контузию, а 10 сентября вновь ранен во время боя близ деревни Мокрая Дуброва. 16 января 1916 года Гарольд Александрович был командирован в 24-й корпусной авиационный отряд сверхштатным наблюдателем. С 26 февраля по 19 марта находился в распоряжении заведующего радиотелеграфом при штабе Юго-Западного фронта. 15 мая назначен заведующим радио- и аэронавигационной станциями отряда, 26 июля — заведующим оружием отряда, и 30 июля 1916 года зачислен в постоянный штат отряда наблюдателем. 30 августа 1916 года произведён в поручики, со старшинством с 3 августа 1915 года. Со 2 ноября 1916 года временно заведующим обозом отряда, а затем временно исправлял должность адъютанта отряда. С 15 декабря 1916 года по 19 апреля 1917 года проходил обучение в Военной школе лётчиков-наблюдателей. 23 мая 1917 года получил звание лётчика-наблюдателя, и по возвращении в 24-й корпусной авиационный отряд назначен на должности адъютанта, казначея и заведующего фотографией отряда. 25 сентября 1917 года произведён в чин штабс-капитана. 30 октября 1917 года командирован в Киев для обучения на фотограмметрических курсах, которые окончил в январе 1918 года. До мая 1918 года служил при Киевском военно-топографическом отделе Корпуса военных топографов.

### Гражданская война
В мае 1918 года Гаральд Матсон добровольно вступил в Красную армию. Первоначально служил по Корпусу военных топографов, а затем был переведён в военно-статистический отдел Главного штаба Красной армии в Москве. В октябре 1918 года получил отпуск по болезни и уехал в Ригу, где 4 февраля 1919 года зачислен топографом в штаб 1-й стрелковой Советской латышской дивизии, фактически исполнял обязанности помощника начальника штаба дивизии по оперативной части. В августе 1919 года участвовал в обороне Даугавпилса от наступления польских частей. После отступления с территории Латвии, в составе дивизии переброшен под Орёл, где с октября 1919 года принял участие в Орловско-Кромской операции против частей ВСЮР и дальнейшем наступлении на юг. В октябре 1919 года вступил в РКП(б). С 29 февраля по 22 марта 1920 года временно исполнял должность начальника штаба 2-й Латышской бригады, а с 22 марта по 2 апреля временно исполнял должность командира этой бригады. 2 апреля 1920 года назначен начальником штаба этой же бригады. В июне 1920 года получил контузию близ Перекопа. 12 октября 1920 года переведён лётчиком-наблюдателем в 14-й авиационный отряд Рабоче-крестьянского Красного воздушного флота, где так же стал председателем отрядной партийной ячейки. Принимал участие в боях против отрядов Нестора Махно и польских войск. С 17 марта 1921 года занимал должность адъютанта отряда.

### Межвоенное время
В мае 1921 года Матсон назначен помощником начальника Оперативного отделения при штабе Главного управления Рабоче-крестьянского Красного военного флота. С сентября 1922 года по апрель 1924 года работал в Народном комиссариате внешней торговли заведующим делопроизводством по авиационной части. 22 апреля 1924 года начал обучение на военном факультете Академии военно-воздушного флота РККА им. профессора Н. Е. Жуковского, который окончил 29 января 1927 года. 1 февраля того же года назначен начальником учебной части Высшей школы лётчиков-наблюдателей им. К. Е. Ворошилова, а 2 сентября 1928 года назначен начальником учебной части 3-й военной школы лётчиков и лётчиков-наблюдателей в Оренбурге. В октябре того же года назначен начальником 2-го учебного отдела этой школы. 21 февраля 1930 года назначен помощником начальника 3-го отдела Военно-строевого управления Военно-воздушных сил Рабоче-крестьянской Красной армии, а 1 мая 1931 года — начальником 2-го сектора 2-го управления ВВС РККА. С 13 ноября 1932 года занимал должность заместителя начальника 2-го отдела Научно-испытательного института Военно-воздушных сил, а с 21 июня 1933 года — старшего инспектора по эксплуатации в этом же институте. 4 сентября 1933 года назначен начальником штаба 4-й военной школы авиационных техников, а 2 января 1934 года — временно исполняющим должность начальника этой школы. С 21 сентября 1935 года занимал должность начальника штаба 2-й военной школы авиационных техников, а с 19 января 1936 года — начальника учебного отдела этой школы. 19 апреля 1936 года получил воинское звание майора. В мае — декабре 1936 года был временно исполняющим должность начальника 2-й военной школы авиационных техников, а с 22 декабря 1936 по 2 января 1937 года вновь был начальником учебного отдела школы. 19 марта 1937 года стал преподавателем на кафедре тактики Академии военно-воздушного флота РККА им. профессора Н. Е. Жуковского.

### Арест. Великая Отечественная война
4 марта 1938 года Гаральд Матсон был арестован органами НКВД и 25 мая уволен в запас Красной армии «в связи со служебным несоответствием». В 1940 году освобождён и 30 июля возвращён на службу, назначен преподавателем тактики Серпуховской военной школы авиационных техников. 10 октября 1940 года получил звание подполковника. С 13 декабря 1940 года по 23 августа 1944 года был начальником учебного отдела Волчанской военной авиационной школы. В сентябре 1944 года назначен начальником военной кафедры Уфимского авиационного института им. Серго Орджоникидзе. 4 июня 1945 года получил звание полковника, а в январе 1946 года уволен в отставку.

### В отставке
После отставки некоторое время работал директором ремесленного училища. С 1948 года три раза избирался депутатом Ленинского районного Совета депутатов трудящихся города Риги, где работал в жилищной комиссии. С 1957 года — председатель Совета старых коммунистов Ленинского района Риги.
Умер 27 апреля 1977 года, похоронен в Риге на I Лесном кладбище на Аллее старых большевиков.

## Награды
Гаральд Александрович Матсон был удостоен следующих российских и советских наград:
Российские:
- Георгиевское оружие (Высочайший приказ от 13 октября 1916)
— «за то, что 9-го апреля 1916 г., состоя сверхштатным наблюдателем 24-го корпусного авиационного отряда, вступил в бой во время разведки в глубоком тылу противника в районе Цехово—Романове-Святцы с германским аппаратом, с явной опасностью для жизни, хотя наш аппарат и загорелся, меткими выстрелами зажег машину врага и заставил его пойти к земле; сам же, несмотря на полученные ожоги, своевременно доставил добытые разведкой ценные сведения»;
- орден Святой Анны 2-й степени с мечами (Приказ по 3-й армии № 1568 от 6 октября 1916);
- орден Святой Анны 3-й степени с мечами и бантом (дата награждения орденом в имеющихся источниках не указана);
- орден Святой Анны 4-й степени с надписью «За храбрость» (Высочайший приказ от 26 января 1917);
- орден Святого Станислава 2-й степени с мечами (Высочайший приказ от 4 ноября 1916);
- орден Святого Станислава 3-й степени с мечами и бантом (дата награждения орденом в имеющихся источниках не указана);
- Георгиевский крест 4-й степени № 945105 с лавровой веткой (Приказ по штабу 50-го армейского корпуса № 158 от 4 ноября 1917)
— «за ночное бомбометание, в ночь с 20-го на 21-е сентября 1917 г.»[10];

Советские:
- Орден Красного Знамени (3 ноября 1944, за выслугу 20 лет)[11];
- Орден Ленина (6 ноября 1945, за выслугу 25 лет)[12];
- Юбилейная медаль «XX лет Рабоче-Крестьянской Красной Армии» (1941).